# Songs in A Minor
Songs in A Minor (em português Canções em Lá Menor),  é o álbum de estúdio de estréia da cantora, compositora e produtora americana Alicia Keys. Foi lançado em 5 de junho de 2001 pela J Records.
Keys começou a escrever canções para o álbum em 1995 aos 14 anos e grava-lo em 1998 pela Columbia Records, mas depois que eles rejeitaram, ela assinou um contrato com a gravadora Arista Records de Clive Davis e, eventualmente, Keys atuou como pianista, compostora, arranjadora e produtora na maior parte do álbum. Songs in A Minor é um álbum de neo soul além de interpolações de R&B, soul, jazz, hip hop, blues, música clássica, e gospel. Liricamente, as músicas exploram as complexidades e vários estágios dos relacionamentos pessoais. Apesar de seu título, "Jane Doe" é a única música do álbum, na verdade, na clave de Lá menor.
O Songs in A Minor estreou em primeiro lugar na Billboard 200, vendendo 236.000 cópias em sua primeira semana. Para promover o álbum, Keys embarcou em sua primeira turnê, intitulada Songs in A Minor Tour. Até 2008, o álbum já havia vendido mais de 6,2 milhões de cópias nos Estados Unidos e 16 milhões de cópias em todo o mundo. Foi também um sucesso crítico imediato e desde então tem sido considerado como um clássico. O álbum rendeu várias honras a Keys, incluindo cinco prêmios Grammy no Grammy Awards de 2002. Em 2013, a Entertainment Weekly classificou em 57º lugar na lista dos maiores álbuns de todos os tempos

## Composição e gravação
Keys começou a escrever as músicas que constituiriam Songs in A Minor aos 14 anos, "Butterflyz" sendo sua primeira composição para o álbum. Keys foi aceita na Universidade de Columbia, que ela frequentou depois de se formar na Escola de Artes Performáticas Profissionais aos 16 anos. Ela desistiu depois de quatro semanas frequentando, para seguir sua carreira musical em tempo integral. Ela assinou um contrato de demonstração com Jermaine Dupri e sua gravadora So So Def. Keys co-escreveu e gravou uma canção intitulada "Dah Dee Dah (Sexy Thing)", que apareceu na trilha sonora do filme de 1997, Men in Black. Ela também contribuiu para as gravações de So So Def Christmas. Keys começou a produzir e gravar o álbum em 1998. Ela completou no mesmo ano, mas foi rejeitada pela Columbia Records. Keys explicou que os produtores que ela foi obrigada a trabalhar com a gravadora disse a ela "apenas entre no estúdio e cante", o que a deixava frustrada. Seu contrato com a Columbia terminou foi rompido após uma disputa com a gravadora. Keys então se apresentou para Clive Davis, que sentiu nela uma artista "especial e única"; ele comprou o contrato de Keys da Columbia e a contratou para a Arista Records, que mais tarde foi rompido.
Seguindo Davis para seu recém-formado selo J Records, Keys alugou um apartamento e lutou para criar um álbum. Ela começou a escrever a música "Troubles" e chegou à conclusão: "Foi quando o álbum começou a vir junto. Finalmente, eu sabia como estruturar meus sentimentos em algo que fazia sentido, algo que pudesse traduzir para as pessoas. Isso era uma mudança. ponto. Minha confiança foi para cima, para cima". Keys aprendeu a produzir fazendo perguntas aos produtores e engenheiros; ela escreveu, arranjou e produziu a maioria das canções do álbum. Ela gravou as músicas "Rock wit U" e "Rear View Mirror", que foram inclusas nas trilhas sonoras dos filmes Shaft (2000) e Dr. Dolittle 2 (2001), respectivamente. Uma das canções finais que Keys gravou foi "Fallin'". Um total de 32 músicas foram gravadas para o disco. Originalmente intitulado Soul Stories in A Minor, o título do álbum foi alterado devido a preocupações de que limitaria a divulgação apenas a estações de rádio negras.

## Música e letras
Songs in A Minor é um álbum de neo soul com referências de piano clássico e arpejos. Keys incorpora piano clássico com interpolações de R&B, soul e jazz na música do álbum. Com influências de piano clássico, soul clássico e hip hop da costa leste, Keys descreveu o álbum como uma "fusão do meu treinamento clássico, combinado com o que eu cresci ouvindo [.. coisas que eu tenho exposto e extraído e minhas experiências de vida". Jane Stevenson do Jam!, descreveu a música como "sons e atitude urbanos da velha escola, tendo como pano de fundo o piano clássico e os vocais doces e quentes". Steve Jones, do USA Today, escreveu que Keys "toca no blues, soul, jazz e até música clássica para impulsionar melodias assombrosas e funk de condução pesada". John Mulvey do Yahoo! Music chamou o álbum de "uma combinação linda e ambiciosa de estruturas clássicas de soul e valores para a técnica de produção hipermoderna".
A faixa de abertura do álbum, "Piano & I", começa com uma interpretação de Moonlight Sonata de Ludwig van Beethoven, combinado com uma batida hip hop. A introdução é seguida por "Girlfriend", que foi produzido por Jermaine Dupri. Elogiada por sua "produção nítida", a música mostra o "Brooklyn Zoo" de Ol Ol' Dirty Bastard. Cover de Keys da balada de 1982, "How Come U Don't Call Me Anymore?" de Prince, que foi inspirado em um relacionamento de longo prazo da cantora com um cara. O crítico de música para PopMatters sentiu que a música era credível, mas ficou aquém do original e do cover de Stephanie Mills na década de 1980. "Fallin'", o single carro chefe do álbum, influenciado pelo gospel e frequentemente considerado a música de assinatura de Keys, contém uma amostra de "It's a Man's Man's Man's World" de James Brown. A música ganhou comparações de Keys com Aretha Franklin.
"A Woman's Worth", o segundo single lançado do álbum, é uma música "gospel-light" que recomenda aos homens mostrar respeito a sua parceira. "Jane Doe" é uma canção influenciada por funk, com backing vocals fornecidos por Kandi Burruss. "The Life", que extrai "Gimmie Your Love", de Curtis Mayfield, descreve a "filosofia da vida e da luta" de Keys. A música foi comparada aos trabalhos da banda inglesa Sade. "Mr. Man" contém elementos da música latino-americana e foi descrito como um "dueto sexy e emotivo", no qual Jimmy Cozier "acrescenta seu tempero". O álbum termina com a faixa escondida "Lovin 'U", que Christian Ward da NME comparou com trabalhos do grupo musical The Supremes.

## Lançamento e promoção

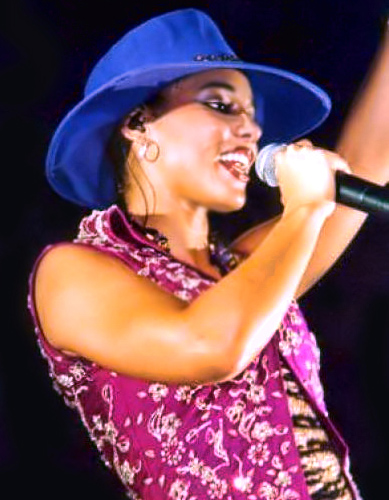
Keys em Frankfurt, Alemanha, 2002

Antes de Songs in A Minor, "Girlfriend" foi lançado nas rádio urbanas no início de 2001 para "lançar" Keys. A fim de promovê-la, o executivo de música Clive Davis fez a estréia de Keys no The Tonight Show. Depois, ele enviou o videoclipe do primeiro single, "Fallin'", para a MTV; "metade das mulheres tinha lágrimas no rosto" quando o vídeo terminou de tocar. "Fallin'" alcançou o primeiro lugar nas paradas Billboard Hot 100 e Hot R&B/Hip-Hop Songs, onde a música permaneceu no topo das paradas por seis e quatro semanas, respectivamente. Tornou-se a música mais tocada nos Estados Unidos na época e foi certificada de ouro pela Recording Industry Association of America (RIAA). O segundo single do álbum, "A Woman's Worth", chegou ao número sete na Billboard Hot 100. O terceiro single, "How Come You Don't Call Me" chegou ao número 59 na parada, enquanto o quarto single, "Girlfriend", chegou ao número 82 na parada Hot R&B/Hip-Hop Songs.
Davis escreveu uma carta a Oprah Winfrey, pedindo-lhe para permitir que Keys, juntamente com Jill Scott e India.Arie, se apresentassem em seu programa. O grupo de cantores se apresentou no The Oprah Winfrey Show, onde Keys "impressionou" o público. Isso levou as pré-vendas do álbum a dobrar naquela noite. De agosto a outubro de 2001, Keys excursionou ao lado do artista musical Maxwell na promoção do álbum. Logo depois, ela embarcou em sua turnê solo Songs in A Minor Tour.
Songs in A Minor estreou em primeiro lugar na Billboard 200 dos EUA , vendendo 236.000 cópias em sua primeira semana no gráfico de julho de 2001. Através do boca a boca e promoção, o álbum vendeu 450.000 cópias em sua segunda semana e permaneceu no topo do gráfico por três semanas não consecutivas. O álbum se tornou um dos álbuns mais vendidos de 2001. O álbum foi certificado seis vezes platina pela Recording Industry Association of America (RIAA), e vendeu 6.348.000 cópias nos EUA em junho de 2014. Songs in A Minor vendeu mais de 16 milhões de cópias em todo o mundo. A Billboard classificou o álbum no 32º lugar no quadro da década de 2000 e no número 12 no gráfico de fim de década dos Top R&B/Hip-Hop. A RIAA o listou como um dos álbuns mais vendidos de todos os tempos.
Em 28 de junho de 2011, o Songs in A Minor foi relançado como edições de luxo e de colecionador em comemoração ao seu 10º aniversário. Ambas as edições apresentam material inédito e um documentário narrando a produção do álbum. Em 26 de junho de 2011, no BET Awards, Keys cantou uma mistura de músicas que incluiu "Typewriter", "A Woman's Worth" com Bruno Mars e "Maybach Music" com Rick Ross e "Fallin'". Em 28 de junho de 2011, Keys cantou "Fallin '", "Butterflyz" e "Empire State of Mind (Part II) Broken Down" no Good Morning America. No BET foi ao ar "The Story So Far ... Alicia Keys" especial destacando a carreira de 10 anos de Alicia através de seus momentos BET em 28 de junho de 2011. Em 30 de junho, Keys cantou músicas do Songs in A Minor na íntegra e contou histórias de sua gravação em um show intitulado "Piano & I: A One Night Only Event With Alicia Keys" no Beacon Theatre, em Nova York. Em uma entrevista para a MTV, Keys falou sobre o 10º aniversário do disco; "incrivelmente surreal para mim" e disse do álbum em retrospecto, "Este álbum é possivelmente o mais precioso para mim como seu primeiro álbum só acontece uma vez, e assim Songs in A Minor sempre ocupará um lugar especial na minha vida, repleto de memórias incríveis. Estou tão orgulhosa de que as músicas ainda estão sendo desfrutadas, e estou muito empolgada em compartilhar músicas nunca antes ouvidas".

## Recepção da crítica
| Críticas profissionais | Críticas profissionais |
| Pontuações agregadas   | Pontuações agregadas   |
| Fonte                  | Avaliação              |
| ---------------------- | ---------------------- |
| Metacritic             | 78/100                 |
| Avaliações da crítica  |                        |
| Fonte                  | Avaliação              |
| AllMusic               | [ 48 ]                 |
| Entertainment Weekly   | B                      |
| Los Angeles Times      | [ 49 ]                 |
| The New Zealand Herald | [ 24 ]                 |
| NME                    | 9/10                   |
| Q                      | [ 51 ]                 |
| Rolling Stone          | [ 52 ]                 |
| Uncut                  | [ 53 ]                 |
| USA Today              | [ 54 ]                 |
| The Village Voice      | A−                     |

Songs in A Minor recebeu críticas positivas dos críticos. No Metacritic, que atribuiu uma classificação normalizada de 100 às avaliações dos críticos tradicionais, recebeu uma pontuação média de 78, com base em 10 avaliações.
Revendo o álbum no NME, Sam Faulkner descreveu o equilíbrio entre a música contemporânea e a retrospectiva como "um ato de puro genialidade". A revista Q saudou-a como "uma candidata principal para liderar a revolução nu-soul ... com uma voz que desafia Mary J. Blige". Steve Jones, do USA Today, disse que "Keys já tem uma maturidade musical, artística e temática que muitos artistas mais experientes nunca alcançaram".ref name="USA Today"/> Richard Harrington do The Washington Post, escreveu favoravelmente sobre as influências musicais de Keys no álbum e expressou que ela tem "maturidade vocal e instintos de composição além de seus anos". O crítico da PopMatters, Mark Anthony Neal, elogiou o desempenho de Keys no álbum e chamou-o de "uma estréia distinta e brilhante de um artista que claramente tem um bom senso de seus talentos criativos". Robert Christgau, escrevendo no The Village Voice, disse que a "graça e determinação" do primeiro semestre garante o selo de "estreia auspiciosa" e que, depois de alguns "aborrecimentos que ameaçam afundar o projeto no meio", Keys sustenta o álbum com as músicas no final.
O desempenho vocal de Keys foi elogiado;; Sal Cinquemani da revista Slant, declarou que Keys 'exibido um "alcance poderoso, provando que ela pode competir junto com as melhores da atualidade". Uncut chamou o álbum de "freqüentemente deslumbrante" e disse que Keys canta como "uma jovem Aretha Franklin". No entanto, alguns acharam que suas letras estavam abaixo de suas habilidades musicais e vocais. Russell Baillie do The New Zealand Herald, afirmou que Chaves 'pode indicar talento abundante alinhado ao estilo soul vintage ordenadamente reverencial', mas expressou que as músicas 'não somam nada de particularmente memorável. Beth Johnson, da Entertainment Weekly, chamou a segunda metade do álbum de aflorado com "temas de adolescentes tristes", mas chamou de álbum promissor. Barry Walters, da Rolling Stone, percebeu que ela cantava mais madura que suas composições, mas elogiou Keys por sua "presença dominante" no álbum. O escritor do Los Angeles Times, Robert Hilburn, disse que "faz um argumento convincente de que ela está indo longe - tanto no sentido comercial quanto no criativo".
Para, Stephen Thomas Erlewine do AllMusic, a música do álbum foi percebida como 'rica o suficiente para compensar alguns erros na escrita' e chamou-lhe de 'uma assegurada estreia surpreendente, sucesso que merecia sua aclamação imediata e já está envelhecendo muito bem'. Barry Walters escreveu em um artigo posterior para a revista Rolling Stone, "o álbum envelheceu bem - com exceção de uma ou duas batidas de bateria, soa atemporal". Na Encyclopedia of Popular Music (2011), Colin Larkin disse que Keys fundiu o R&B urbano, o hip hop e o blues no que ele chamou de "um clássico menor da soul moderno". Songs in A Minor é considerado um álbum influente e distinto das coisas produzidas na época.

## Reconhecimento
Songs in A Minor levaram Keys a ganhar cinco prêmios no Grammy Awards de 2002: Song of the Year, Best Female R&B Vocal Performance, e Best R&B Song para "Fallin'", Best New Artist, e Best R&B Album; "Fallin'" também foi indicado para o Record of the Year. Keys se tornou o segundo artista solo feminino a ganhar cinco prêmios Grammy em uma única noite, depois de Lauryn Hill no Grammy Awards de 1999. O álbum também ganhou um NAACP Image Award por Outstanding Album. Keys também foi indicada a Melhor Artista Novo no World Music Awards de 2002. "Fallin'" foi classificado no número 37 entre as 100 maiores canções dos últimos 25 anos pelo VH1 em 2003 e foi classificada como a 413 maior música de todos os tempos pela revista Blender. O álbum foi classificada no número dois do Top 10 pela revista Rolling Stone em 2001, o número 18 na lista Pazz & Jop da revista The Village Voice, número 27 lista dos 40 melhores álbuns de 2001 pela revista Mojo e também foi nomeada um dos 100 melhores álbuns pela revista Q. Q também listou o álbum como um dos 50 melhores álbuns de 2001. Em 2009, a Rolling Stone o classificou como o 95º maior álbum da década passada, enquanto "Fallin'" ficou em 62º lugar na lista "100 Maiores Canções da Década". Em 2013, Entertainment Weekly classificou Songs in A Minor como o 57º maior álbum de todos os tempos, considerando-o como um dos maiores álbuns de todos os tempos por uma artista feminina.

## Faixas
| N.º            | Título                             | Compositor(es)                      | Produtor(es)                          | Duração |  |
| 1.             | "Piano & I"                        | Alicia Keys                         | Keys Kerry "Krucial" Brothers         | 1:52    |  |
| 2.             | "Girlfriend"                       | Keys Jermaine Dupri Joshua Thompson | Keys Dupri                            | 3:34    |  |
| 3.             | "How Come You Don't Call Me"       | Prince                              | Keys Brothers                         | 3:57    |  |
| 4.             | "Fallin'"                          | Keys                                | Keys                                  | 3:30    |  |
| 5.             | "Troubles"                         | Keys Kerry Brothers Jr.             | Keys Brothers [a]                     | 4:28    |  |
| 6.             | "Rock wit U"                       | Keys Taneisha Smith Brothers        | Keys Brothers                         | 5:36    |  |
| 7.             | "A Woman's Worth"                  | Keys Erika Rose                     | Keys                                  | 5:03    |  |
| 8.             | "Jane Doe"                         | Keys Kandi Burruss                  | Keys Kandi                            | 3:48    |  |
| 9.             | "Goodbye"                          | Keys                                | Brian McKnight                        | 4:20    |  |
| 10.            | "The Life"                         | Keys Smith Brothers                 | Keys Brothers [a]                     | 5:25    |  |
| 11.            | "Mr. Man" (dueto com Jimmy Cozier) | Keys Cozier                         | Keys Cozier Arden Altino Miri Ben-Ari | 4:09    |  |
| 12.            | "Never Felt This Way" (interlúdio) | McKnight                            | Keys                                  | 2:01    |  |
| 13.            | "Butterflyz"                       | Keys                                | Keys                                  | 4:08    |  |
| 14.            | "Why Do I Feel So Sad"             | Keys Warryn Campbell                | Keys Brothers                         | 4:25    |  |
| 15.            | "Caged Bird"                       | Keys                                | Keys                                  | 3:02    |  |
| 16.            | "Lovin U" (faixa escondida)        | Keys                                | Keys                                  | 3:49    |  |
| Duração total: | Duração total:                     | Duração total:                      | Duração total:                        | 63:04   |  |

| Faixas bônus de edição japonesa |                                                         |                                                                     |                       |         |  |
| N.º                             | Título                                                  | Compositor(es)                                                      | Produtor(es)          | Duração |  |
| 17.                             | "Rear View Mirror"                                      | Keys LaShawn Daniels Brothers Fred Jerkins III Rodney Jerkins Green | Keys Brothers         | 4:06    |  |
| 18.                             | "Fallin'" (extended remix) (com Busta Rhymes e Rampage) | Keys                                                                | Keys [b] Brothers [b] | 4:18    |  |
| 19.                             | "A Woman's Worth" (edição de rádio remix)               | Keys Rose                                                           | Keys [c] Brothers [d] | 4:24    |  |

| Edição especial britânica |                                                         |                            |                            |         |  |
| N.º                       | Título                                                  | Compositor(es)             | Produtor(es)               | Duração |  |
| 16.                       | "Fallin'" (extended remix) (com Busta Rhymes e Rampage) | Keys                       | Keys [b] Brothers [b]      | 4:15    |  |
| 17.                       | "A Woman's Worth" (remix) / "Lovin U" (faixa escondida) | "A Woman's Worth" (remix): | "A Woman's Worth" (remix): | 10:38   |  |

| Faixa bônus de re-lançamento em DVD em 2002 |                                |                |              |         |  |
| N.º                                         | Título                         | Compositor(es) | Produtor(es) | Duração |  |
| 1.                                          | "Fallin'" (videoclipe)         |                |              |         |  |
| 2.                                          | "A Woman's Worth" (videoclipe) |                |              |         |  |
| 3.                                          | "Girlfriend" (videoclipe)      |                |              |         |  |

Notas
- ↑a  significa conceitos de produção adicionais
- ↑b  significa um produtor principal e um remixer
- ↑c  significa um produtor de remix
- ↑d  significa um co-produtor

Créditos de demonstração
- "Piano & I" - Contém elementos de Moonlight Sonata de Ludwig Van Beethoven.
- "Girlfriend" - Contém amostras de "Brooklyn Zoo" escrita e performada por  Ol' Dirty Bastard.
- "Lovin U" - Contém amostras não creditadas de "(You Make Me Feel Like) A Natural Woman" escrita por Gerry Goffin, Carole King, Jerry Wexler e performada por Aretha Franklin.
- "Fallin" (Remix) - Contém amostras de "Wild for the Night" escrita por Roger McNair, Trevor George Smith Jr., The Vibe Chemist e performada por Rampage e Busta Rhymes. Também contém amostras de "Buffalo Gals" escrita por Anne Dudley, Trevor Horn, Malcolm McLaren e performada por Malcolm McLaren and the World's Famous Supreme Team.

## Desempenho nas tabelas musicais
| Chart (2001–02)                         | Maior posição |
| --------------------------------------- | ------------- |
| Alemanha (Offizielle Deutsche Charts)   | 2             |
| Austrália (ARIA)                        | 3             |
| Austrália (ARIA)                        | 1             |
| Áustria (Ö3 Austria Top 40)             | 4             |
| Bélgica (Ultratop Flandres)             | 8             |
| Bélgica (Ultratop Valônia)              | 10            |
| Canadá (Billboard)                      | 2             |
| Dinamarca (Hitlisten)                   | 4             |
| Escócia (Official Scottish Albums)      | 9             |
| Espanha (AFYVE)                         | 19            |
| Estados Unidos (Billboard 200)          | 1             |
| Estados Unidos (Top R&B/Hip Hop Albums) | 1             |
| Europa (Billboard Top 100 Albums)       | 5             |
| Finlândia (Suomen virallinen lista)     | 8             |
| França (SNEP)                           | 12            |
| Grécia (IFPI)                           | 5             |
| Hungria (MAHASZ)                        | 18            |
| Irlanda (IRMA)                          | 5             |
| Itália (FIMI)                           | 4             |
| Japão (Oricon)                          | 44            |
| Noruega (VG-lista)                      | 12            |
| Nova Zelândia (RMNZ)                    | 4             |
| Países Baixos (Dutch Charts)            | 1             |
| Polónia (ZPAV)                          | 9             |
| Reino Unido (Official Albums Chart)     | 6             |
| Reino Unido (UK R&B Albums Chart)       | 1             |
| Suécia (Sverigetopplistan)              | 10            |
| Suíça (Schweizer Hitparade)             | 3             |
| Chart (2011)                            | Maior posição |
| Países Baixos (Dutch Charts)            | 69            |
| França (SNEP)                           | 124           |

| Chart (2001)                                      | Posição |
| ------------------------------------------------- | ------- |
| Alemanha (Offizielle Top 100)                     | 21      |
| Áustria (Ö3 Austria)                              | 35      |
| Bélgica (Ultratop Flanders)                       | 98      |
| Estados Unidos (Billboard 200)                    | 13      |
| Estados Unidos (Billboard Top R&B/Hip-Hop Albums) | 3       |
| Europa (Music & Media)                            | 28      |
| França (SNEP)                                     | 98      |
| Mundo (IFPI)                                      | 7       |
| Nova Zelândia (RMNZ)                              | 47      |
| Países Baixos (MegaCharts)                        | 18      |
| Reino Unido (OCC)                                 | 38      |
| Suécia (Sverigetopplistan)                        | 32      |
| Suíça (Schweizer Hitparade)                       | 19      |
| Chart (2002)                                      | Posição |
| Alemanha (Offizielle Top 100)                     | 37      |
| Austrália (ARIA)                                  | 14      |
| Austrália (ARIA)                                  | 3       |
| Áustria (Ö3 Austria)                              | 44      |
| Bélgica (Ultratop Flanders)                       | 38      |
| Bélgica (Ultratop Wallonia)                       | 21      |
| Estados Unidos (Billboard 200)                    | 23      |
| Estados Unidos (Billboard Top R&B/Hip-Hop Albums) | 12      |
| Europa (Music & Media)                            | 10      |
| França (SNEP)                                     | 45      |
| Mundo (IFPI)                                      | 43      |
| Nova Zelândia (RMNZ)                              | 28      |
| Países Baixos (MegaCharts)                        | 21      |
| Suécia (Sverigetopplistan)                        | 85      |
| Suíça (Schweizer Hitparade)                       | 28      |
| Reino Unido (OCC)                                 | 31      |
| Chart (2003)                                      | Posição |
| Austrália (ARIA)                                  | 18      |
| Reino Unido (OCC)                                 | 153     |

| Chart (2000–09)                                   | Posição |
| ------------------------------------------------- | ------- |
| Estados Unidos (Billboard 200)                    | 32      |
| Estados Unidos (Billboard Top R&B/Hip-Hop Albums) | 12      |
| Países Baixos (MegaCharts)                        | 72      |

## Vendas e certificações
| Região                                                                                             | Certificação | Vendas     |
| -------------------------------------------------------------------------------------------------- | ------------ | ---------- |
| Alemanha (BVMI)                                                                                    | 3× Platina   | 210,000^   |
| Austrália (ARIA)                                                                                   | 3× Platina   | 300,000^   |
| Áustria (IFPI Áustria)                                                                             | Ouro         | 20,000*    |
| Bélgica (BEA)                                                                                      | Ouro         | 25,000*    |
| Canadá (Music Canada)                                                                              | 5× Platina   | 500,000^   |
| Dinamarca (IFPI Dinamarca)                                                                         | Platina      | 50,000^    |
| Espanha (PROMUSICAE)                                                                               | Platina      | 100,000^   |
| Estados Unidos (RIAA)                                                                              | 6× Platina   | 6,000,000  |
| França (SNEP)                                                                                      | Platina      | 300,000*   |
| Itália (FIMI)                                                                                      | Platina      | 100,000*   |
| Japão (RIAJ)                                                                                       | Ouro         | 100,000^   |
| Noruega (IFPI Noruega)                                                                             | Ouro         | 25,000*    |
| Nova Zelândia (RMNZ)                                                                               | Platina      | 15,000^    |
| Países Baixos (NVPI)                                                                               | 2× Platina   | 160,000^   |
| Polônia (ZPAV)                                                                                     | Ouro         | 50,000*    |
| Reino Unido (BPI)                                                                                  | Platina      | 1,144,603  |
| Suécia (GLF)                                                                                       | Ouro         | 80,000^    |
| Suíça (IFPI Suíça)                                                                                 | 2× Platina   | 80,000^    |
| Resumo                                                                                             |              |            |
| Europa (IFPI)                                                                                      | 3× Platina   | 3,000,000* |
| *números de vendas baseados somente na certificação ^distribuições baseadas apenas na certificação |              |            |

## Equipe e produção
Créditos adaptados do encarte de Songs in A Minor.

### Músicos
- Alicia Keys - vocais (todas as faixas); piano (faixas 1, 2, 6, 11-14, 16); arranjo vocal (faixas 1, 2, 9); teclados (faixas 1, 6, 11, 16); vocais de fundo (faixas 1–3, 5–10, 13, 14, 16); todos os instrumentos (faixas 3, 8); arranjo (faixas 4, 5, 7-13, 15, 16); todos os instrumentos, exceto violino (faixa 4); todos os instrumentos, exceto baixo (faixa 5); programação digital (faixas 7, 10); conceito de piano (faixa 9); arranjos de cordas (faixa 16)
- Kerry "Krucial" Brothers - programação de bateria (faixas 1, 3); programação digital (faixas 4-6, 8, 10, 14, 16)
- Brian Cox - teclados (faixa 2)
- Miri - violino (faixas 4, 11); teclados (faixa 11) ; cordas adicionais (faixa 16)
- Cindy Mizelle - vocais de fundo (faixa 4)
- Tammy Saunders - vocais de fundo (faixa 4)
- Andricka Hall - vocais de fundo (faixa 4)
- Tim Shider - baixo (faixa 5) ; conceito baixo (faixa 14)
- Paul L. Green - vocais de fundo (faixas 5, 7)
- Isaac Hayes - arranjos de corda, arranjos de flauta, piano Rhodes (faixa 6)
- A orquestra de Isaac Hayes - arranjos de cordas, arranjos de flauta (faixa 6)
- Norman Hedman - percussão (faixas 6, 10)
- Gerald G. Flowers - guitarra (faixas 6, 13, 14)
- Vic Flowers - baixo (faixas 6, 14)
- Arty White - guitarra (faixas 7, 10)
- Kandi - vocais de fundo (faixa 8)
- Brian McKnight - todos os instrumentos (faixa 9)
- Anthony Nance - programação de bateria (faixa 9)
- Rufus Jackson - baixo (faixa 10)
- Jimmy Cozier - vocais (faixa 11)
- Arden Altino - teclados adicionais (faixa 11)
- Cato - conceito de guitarra (faixa 13)
- Richie Goods - contrabaixo (faixa 13) ; baixo (faixa 16)
- Reggie Flowers - preenchimentos adicionais (faixa 14)
- John Peters - órgão (faixa 16)
- A & C Productions - cordas (faixa 16)

### Técnico
- Alicia Keys - produção (faixas 1 a 8, 10 a 16) ; produção executiva
- Kerry "Krucial" Brothers - produção (faixas 1, 3, 6, 14) ; gravação (faixas 3-6, 10, 13-16) ; conceitos adicionais de produção (faixa 5, 10)
- Gerry Brown - gravação (faixa 1) ; mistura (faixas 1, 5, 6, 13, 14)
- Jermaine Dupri - produção (pista 2)
- Brian Frye - gravação (faixa 2)
- Phil Tan - mixagem (faixa 2)
- Russ Elevado - mixagem (faixas 3, 4, 16)
- Manny Marroquin - mixagem (faixas de 7 a 10)
- Kandi - produção (pista 8)
- Ralph Cacciurri - gravação (faixa 8)
- Brian McKnight - produção (pista 9)
- Chris Wood - gravação (faixa 9)
- Mary Ann Souza - assistência de gravação (faixa 9)
- Jimmy Cozier - produção (trilha 11)
- Arden Altino - produção (pista 11)
- Miri Ben-Ari - produção (trilha 11)
- Leopoldo Lopes - produção, gravação (trilha 1, 4, 7, 11, 14)
- Rick St. Hillaire - gravação (faixa 11)
- Tony Maserati - mixagem (faixa 11)
- Tecla Acar - gravação (faixa 12)
- Clive Davis - produção executiva
- Peter Edge - produção executiva
- Jeff Robinson - produção executiva
- Herb Powers Jr. - masterização

### Capa
- Tony Duran - fotografia
- Alli - direção criativa, direção de arte
- Nowhere - design, design de logotipo

## Remixed & Unplugged in A Minor
Remixed & Unplugged in A Minor/Songs in A Minor Remixed & Unplugged é um álbum lançado pela cantora, compositora e produtora norte-americana de Alicia Keys, em 22 de Outubro de 2002 através da J Records. O álbum consiste em versões remixes e versões ao vivo de músicas do álbum Songs In A Minor.
| Remixed |                                                            |                                            |                                   |         |  |
| N.º     | Título                                                     | Compositor(es)                             | Produtor(es)                      | Duração |  |
| 1.      | "Girlfriend (Krucial/Keys Sista Girl Mix)"                 | Alicia Keys Jermaine Dupri Joshua Thompson | Keys Kerry "Krucial" Brothers Jr. | 3:27    |  |
| 2.      | "Gangsta Lovin'" (Eve & Alicia Keys)                       | Alisa Yarbrough Jonah Ellis Lonnie Simmons | Irv Gotti 7 Aurelius              | 3:59    |  |
| 3.      | "Fallin' (Remix)" (participação de Busta Rhymes e Rampage) | Keys                                       | Brothers Jr.                      | 3:56    |  |
| 4.      | "A Woman's Worth (Remix)"                                  | Keys Erika Rose                            | Keys Brothers Jr.                 | 3:20    |  |
| 5.      | "Butterfyz (Roger's Release Mix)"                          | Keys                                       | Keys Brothers Jr. Roger Sanches   | 3:54    |  |
| 6.      | "Troubles (J-Jay & Chris Lum Bootleg Mix)"                 | Keys Brothers Jr.                          | Keys Brothers Jr. J-Jay Chris Lum | 4:24    |  |
| 7.      | "How Come U Don't Call Me (Neptunes Remix)"                | Prince                                     | Keys Brothers Jr. The Neptunes    | 4:23    |  |
| 8.      | "Fallin' (Ali Soundtrack Version)"                         | Keys                                       | Keys Brothers Jr.                 | 4:30    |  |

| Unplugged (Recordado em 10 de Agosto de 2002 na Key Arena em Seattle, Washington |                                                               |                                                                     |              |         |  |
| N.º                                                                              | Título                                                        | Compositor(es)                                                      | Produtor(es) | Duração |  |
| 9.                                                                               | "Moonlight Sonata/L'Interludio Ambivalente/Ain't Misbehavin'" | Ludwig van Beethoven Ray Chew Harry Brooks Andy Razaf Thomas Waller | Keys         | 2:22    |  |
| 10.                                                                              | "Goodbye"                                                     | Keys                                                                | Keys         | 2:49    |  |
| 11.                                                                              | "Never Felt This Way"                                         | Brian McKnight Brandon Barnes                                       | Keys         | 1:45    |  |
| 12.                                                                              | "Butterflyz"                                                  | Keys                                                                | Keys         | 0:52    |  |
| 13.                                                                              | "Caged Bird"                                                  | Keys                                                                | Keys         | 2:03    |  |
| 14.                                                                              | "I Got a Little Something for You"                            | Keys                                                                | Keys         | 1:45    |  |
| 15.                                                                              | "Someday We'll All Be Free"                                   | Donny Hathaway Edward Howard                                        | Keys         | 6:24    |  |

## Histórico de lançamento
| Região        | Data                    | Edição                              | Formato     | Gravadora  |
| ------------- | ----------------------- | ----------------------------------- | ----------- | ---------- |
| EUA           | 5 de junho de 2001      | Padrão                              | CD cassette | J          |
| Canadá        | 26 de junho de 2001     | Padrão                              | CD cassette | Sony Music |
| Reino Unido   | 23 de julho de 2001     | Padrão                              | CD cassette | Sony Music |
| Austrália     | 3 de setembro de 2001   | Padrão                              | CD cassette | Sony Music |
| Alemanha      | 3 de setembro de 2001   | Padrão                              | CD cassette | Sony Music |
| Japão         | 27 de fevereiro de 2002 | Padrão                              | CD cassette | BMG        |
| França        | 29 de outubro de 2002   | Padrão                              | CD cassette | Sony Music |
| Mundialemente | 28 de junho de 2011     | Aniversário de 10 Anos Colecionador | - vinil     | J          |